# 宮澤清子
宮澤清子（日语：／ Miyazawa Kiyoko，4月6日—），日本女性配音員。出身於東京都。身高150cm。A型血。

## 人物簡介
Kenyu Office所屬，東京播報綜合學院、talk back出身。
之前的工作是教國語的老師，因此擁有初中、高中國語老師的資格。然後在長達30年的教師生涯中退休同時，於花甲之年轉行投入配音業界。
音域為次女高音，大部分在作品中飾演老奶奶的角色。
興趣為看戲劇、電影鑑賞。特長為談源氏物語的事。

## 演出作品

### 電視動畫
2009年
- 青之花（萬城目富美的奶奶）
- 戰鬥司書 The Book of Bantorra（老奶奶）
- 鐵腕女警 DECODE:02（日语：鉄腕バーディー DECODE）（中杉小夜香的姑姑）
- 天國少女（小芸）

2010年
- 花樣河童（日语：はなかっぱ）（阿松的奶奶）
- 夢色蛋糕師SP Professional（女性顧客A）
- 緣之空（老年女性）

2011年
- 花開物語（老奶奶、女將B、女將）

2012年
- 翡翠森林狼與羊 ～秘密的朋友～（老年的母黑山羊A）
- TARI TARI（高橋智子的母親）
- Muv-Luv Alternative Total Eclipse（巴亞）
- 校園剋星（老女B）

2013年
- 有頂天家族（老奶奶）
- 黑色嘉年華（老年女性）
- 黃金拼圖（老奶奶）
- JoJo的奇妙冒險（族長）
- 絕對防衛利維坦（老奶奶）
- 戰姬絕唱SYMPHOGEAR G（立花響的奶奶）
- 來自風平浪靜的明日（海奶奶）
- 幕末義人傳 浪漫（賣蜆貝的人）
- 二人是少女福爾摩斯（老婦人）

2014年
- 宇宙兄弟（艾迪的妻子）
- 白銀的意志 ARGEVOLLEN（シキナミ）
- WASIMO（日语：WASIMO）（老奶奶）

2015年
- OVERLORD（神官長）
- 純潔的瑪利亞（老奶奶）
- 食戟之靈（田所惠的奶奶）
- 戰姬絕唱SYMPHOGEAR GX（立花響的奶奶）
- 偵探歌劇 少女福爾摩斯TD（老奶奶）
- 無頭騎士異聞錄 DuRaRaRa!!×2 承（老奶奶）
- 流浪神差 ARAGOTO（道司）
- 你好!! 黃金拼圖（阿姨）
- 可塑性記憶（岩井麻里）

2016年
- Active Raid－機動強襲室第八係－（老奶奶）
- 蠟筆小新（老奶奶）
- 黑骸（聯合國秘書長）
- 時間飛船24（婆婆）
- 排球少年!! 烏野高中VS白鳥澤學園高中（牛島的義母）
- 春&夏推理事件簿 ～春太與千夏的青春～（ヨネ）
- B-PROJECT ～鼓動＊Ambitious～（米田）
- 至高指令（主婦A）
- 輕拍翻轉小魔女（大嬸）
- 文豪Stray Dogs（老婆婆）
- 魔物獵人物語 RIDE ON（老年女子）

2017年
- 蠟筆小新（女將、老奶奶、八百屋）
- 王室教師海涅（夫人）
- 青春歌舞伎（老奶奶、年長女性）
- 魔物獵人物語 RIDE ON（瑪塔爾村長）
- KiraKira☆光之美少女 A La Mode（劍城富）
- 哆啦A夢 (水田山葵版)（部長的太太）
- 無論何時我們的戀情都是10厘米。（老婆婆）

2018年
- Slow Start（多佳子）
- Planet With（龍造寺榮子）

2019年
- BanG Dream！（梅）
- RobiHachi（老婆婆）
- 炎炎消防隊（老婆婆）
- PSYCHO-PASS 3（特蕾莎陵駕）
- 輕觸小發明 PIKACHIN-KIT（日语：ポチっと発明 ピカちんキット）（2019～2020，徽章婆婆）

2020年
- 海螺小姐（齋藤）
- LISTENERS 聆聽者（薇薇安）

### OVA
2015年
- 偽戀（櫃檯的老奶奶）[注 1]
- 翠星上的加爾岡緹亞 ～遙遠的巡迴航路～ 後篇（龍宮城首腦）

### 電影動畫
2015年
- 秋之鼓點（日语：アキの奏で）（宮川）
- Code Geass 亡國的阿基德 第3章「輝煌之物從天墮下」（大方穩重的老奶奶）
- 好想大聲說出心底的話。（坂上真[3]）

### 遊戲
2016年
- 菲莉絲的鍊金工房 ～不可思議之旅的鍊金術士～|フィリスのアトリエ 〜不思議な旅の錬金術士〜}}（歐蕾莉·布爾霍[4]）

2017年
- The Lost Child（日语：ザ・ロストチャイルド）（[5]）
- 蝶蝶事件Rhapsodic

2018年
- A3！（碓冰初惠）

2020年
- 奇異人生2／The Awesome Adventures of Captain Spirit（クレア·レイノルズ）[6]

### 廣播劇CD
- 黑衣公爵（羅斯威爾夫人）
- 與你直到世界盡頭（家政婦）
- BORDER 境界線
- （老奶奶）[7]
- 小書痴的下剋上：為了成為圖書管理員不擇手段！
  - 廣播劇CD3（黎希達、索蘭芝[8]）
  - 廣播劇CD4（黎希達、索蘭芝[9]）
  - 廣播劇CD5（黎希達、索蘭芝[10]）
  - 廣播劇CD6（索蘭芝[11]）
  - 廣播劇CD9（索蘭芝[12]）
  - 廣播劇CD10（黎希達、索蘭芝[13]）

### 外語配音
※作品依英文名稱及英文原名排序。

#### 電影
- 42號傳奇
- 辛亥革命（Jonathan夫人）
- 時空永恆的愛戀（Flemming〈Ellen Burstyn 飾演〉）
- 奪命大槍手（Tony Arzenta的母親）※2014年新錄製版。
- 奪天書（Martha〈Frances de la Tour 飾演〉）
- 波城法網（Katherine Taylor法官）
- 白宮管家（Nancy Reagan〈Jane Fonda 飾演〉）※影碟版。
- 躁爸爸狂媽媽
- Descendants（英语：Descendants (2015 film)）（The Evil Queen Grimhilde（英语：Evil Queen (Disney)）〈Kathy Najimy 飾演〉）
- 別怕黑（英语：Don't Be Afraid of the Dark (2010 film)）（Underhill夫人〈Julia Blake 飾演〉）
- 超級選秀日（英语：Draft Day）（Barb Weaver〈Ellen Burstyn 飾演〉）
- 小飛象（Vana〈Sandy Martin 飾演〉）
- 暗黑冠軍路（Jean du Pont〈Vanessa Redgrave 飾演〉）
- 選情告急
- 消失的愛人
- 醉後大丈夫3（Cassie的母親〈Betty Murphy 飾演〉）
- 陰兒房（Elise Reiner〈Lin Shaye 飾演〉）
  - 陰兒房第3章：從靈開始（Elise Reiner〈Lin Shaye 飾演〉）
- 星際穿越（老年女性4）
- 檸檬大嘴巴（英语：Lemonade Mouth (film)）
- 魔幻月光（英语：Magic in the Moonlight）（Grace〈Jacki Weaver 飾演〉）
- 馬利與我2（英语：Marley & Me: The Puppy Years）
- 神鬼大盜（公爵夫人）
- 內布拉斯加（Pegy Nagy〈Angela McEwan 飾演〉）
- 靈界替身（英语：The New Daughter）（Amworth夫人〈Sandra Ellis Lafferty 飾演〉）
- 我的家庭婚禮（英语：Our Family Wedding）
- 世界大對戰（老Mickey）
- 波爾卡舞王（英语：The Polka King）（Anita Krzyewski〈Mary Klug 飾演〉）
- 神探愛倫坡：黑鴉疑雲（Bradley夫人〈Pam Ferris 飾演〉）
- Sametoví vrazi（捷克語：Sametoví vrazi）（Dado的母親）
- 泰迪熊2（養子係女）[14]
- 奪命大槍手 ※New Japan Films（页面存档备份，存于）版。
- 血色孤語（英语：The Voices）（Warren博士〈Jacki Weaver 飾演〉）

#### 電視影集
- 毋庸置疑（英语：Above Suspicion (TV series)）
- 大物（Yoon Myung-Ja〈Ju-shil Lee 飾演〉）
- 百年新娘（朴順復〈南貞姫 飾演〉）[15]
- 燦爛的遺產（潘淑慧〈方芳 飾演〉）
- 犯罪心理
- 美女上錯身
- 神奇律師（Gillberg法官）
- 奇異果女孩
- 哈莉與法律 (第2季)
- 霍桑（英语：Hawthorne (TV series)）（Shirley Riddle〈Randee Heller 飾演〉）
- IRIS（女性清潔員）
- 廣告狂人（Salvatore Romano的母親）
- 百貨人生（英语：Mr Selfridge）（Lois Selfridge〈Kika Markham 飾演〉）
- 記憶神探
- 太陽的女子（張冠李戴的母親）
- Zen（英语：Zen (TV series)）

#### 動畫
- 奔奔小飛車（日语：エッグカー）（米米）
- 嚕嚕米：漫遊蔚藍海岸（英语：Moomins on the Riviera）（富豪女性[16]）
- 莎拉與鴨子（英语：Sarah & Duck）
- 女皇哥基大冒險（女王[17]）

### 舞台
- Laugh live開場公演「爸爸，I LOVE YOU！」（2015年4月15日～4月20日，博品館劇場（日语：博品館劇場））

## 腳註

## 外部連結
- Kenyu Office公式官網的聲優簡介 （日語）
- （日語）－宮澤清子的官方個人部落格。